# Едвард Лі Ґрін
Едвард Лі Ґрін (англ. Edward Lee Greene, 1843; Гопкінтон, Род-Айленд — 1915) — американський ботанік, систематик та колекціонер рослин.

## Біографія
Отримав освіту у англ. Albion College (штат Вісконсин) у 1866 році. З 1871 року був священиком і читав лекції з ботаніки у англ. Jarvis Hall та у Каліфорнійському університеті в Берклі.
У 1885 році він відмовляється від сану священика та присвячує себе викладацькій діяльності. До 1887 року — викладач ботаніки Каліфорнійського університету, у 1887—1888 роках — доцент кафедри ботаніки, ад'юнкт-професор ботаніки, з 1890 року — професор ботаніки в Берклі.
В 1895 році він отримав ступінь доктора права в університеті Нотр-Дам штату Індіана і перейшов у Американський католицький університет, Вашингтон (округ Колумбія), де став першим професором ботаніки цього навчального закладу та заснував ботанічний сад. Згодом, з 1904 року та до кінця життя, працював у Смітсонівському інституті.

## Наукова діяльність
Наукова робота Е. Л. Ґріна була пов'язана з дослідженням флори заходу США. Ним опубліковано велику кількість робіт з ботаніки та історії природознавства, у тому числі він публікувався у періодичних виданнях «Pittonia» (1887—1905), та «Erythea» (виходили з 1893 року).

## Публікації
- «Illustrations of West American oaks» ілюстратор|А. Келлог, San Francisco, 1889
- «Flora Franciscana. An attempt to classify and describe the vascular plants of middle California» San Francisco, Cubery&Co., 1891  [Архівовано 8 серпня 2014 у Wayback Machine.]
- «Manual of the Botany of the Region of San Francisco Bay» San Francisco, Cubery&Co., 1894
- «Plantae Bakerianae», 1901
- «Pittonia: a series of papers relating to botany and botanists» (в п'яти частинах) Berkeley, Doxey&Co. 1887—1905
  - v.1 (1887—1889) [Архівовано 8 серпня 2014 у Wayback Machine.]
  - v.2 (1889—1892) [Архівовано 18 квітня 2014 у Wayback Machine.]
  - v.3 (1896—1898) [Архівовано 8 серпня 2014 у Wayback Machine.]
  - v.4 (1899—1901) [Архівовано 8 серпня 2014 у Wayback Machine.] 
  - v.5 (1802—1905) [Архівовано 8 серпня 2014 у Wayback Machine.]
- «Leaflets of botanical observation and criticism» (в двох частинах) Washington, D.C., 1903—1912
  - vol.1 (1903—1906) [Архівовано 8 серпня 2014 у Wayback Machine.]
  - vol.2 (1910—1912) [Архівовано 8 серпня 2014 у Wayback Machine.]
- «Landmarks of botanical history: a study of certain epochs in the development of the science of botany» (в двох частинах)
  - Part I. — Prior to 1562 A. D. Washington, D.C., Smithsonian institution, 1909  [Архівовано 8 серпня 2014 у Wayback Machine.]
- «Carolvs Linnaevs» Philadelphia, Christopher Sower company, 1912